# 仙都
仙都，与黄山、庐山并列为轩辕黄帝的“三大行宫”，是位于中国浙江省丽水市缙云县仙都街道的一处国家5A级旅游景区，分为鼎湖峰、大洋等等景区。通常所说的仙都风景区指位于缙云县城东向北七公里的鼎湖峰景区，面积76平方公里。景区地处括苍山北麓。瓯江上游，好溪中段，是首批国家4A级旅游景区，后于2020年1月申报5A级旅游景区成功，为丽水市首个5A级景区。被人民日报称为“既有‘黄山之奇’，更有‘华山之险’，亦不乏‘桂林之秀’。亦是道教三十六洞天之仙都山洞，名曰仙都祈仙天。

## 概况
景区地处浙江省缙云县，属亚热带季风气候，使得景区几乎全年适合游玩。其中共计有72奇峰，18处名胜古迹，有鼎湖峰、倪翁洞、小赤壁、芙蓉峡、姑妇岩、独峰书院、初阳山、云英谷等多个景点。
仙都景区也是众多电影、电视剧的取景地。截至2020年3月31日，共有500部作品在此拍摄。著名的有《道士下山》《新笑傲江湖》《汉武大帝》《花千骨》等等。在仙都拍摄的丽水旅游宣传片《原乡丽水》获得第三届IAI国际旅游品牌营销类/宣传片金奖。

### 鼎湖峰
鼎湖峰，古称“缙云山”，是仙都景区的中心景点，因其形如春笋，体积50万平方米，高170.8米，重达100万吨。本地人多称之其为石笋，被成为“天下第一笋”“天下第一石”。白居易曾在此写诗《咏缙云仙都山鼎湖峰》。除此之外亦有袁枚、陈思敬、郑汝壁等诗人为其写诗。缙云特产缙云烧饼，相传为轩辕黄帝在鼎湖峰上炼丹飞升时用剩下的材料制成的，同时据说飞升时鼎塌陷成湖，故称“鼎湖峰”。
唐贞观元年（627），分天下为十道，缙云山为为江南道名山之一。天宝七年（748），缙云山被敕封“仙都山”，建黄帝祠宇。宋治平二年敕赐黄帝祠宇为玉虚宫。

### 朱潭山
朱潭山附近有一景点为仙堤，岸边种满了玫瑰和杨柳。在2009年该景点入选“浙江省婚纱摄影首选景点”。

### 倪翁洞
倪翁洞是仙都景区内摩崖雕刻最为密集的地方，被列为“国家重点文物保护单位”。

#### 独峰书院
宋淳熙九年（1182），理学家朱熹自台州至缙云，留居仙都在此讲学，其在此作七绝诗《追和徐氏山居韵》。后嘉定年间（1208-224），叶嗣昌建独峰书院。

### 芙蓉峡
李白曾为其写诗“缙云川谷难，石门最可观”，从诗中即可窥见芙蓉峡的险峻。

## 活动
自1998起，在每年的清明节及重阳节，仙都均会举办共祭轩辕黄帝典礼。同时每年都有各地同乡会、中国国民党前代主席林政则等台湾人、海外华人等参加典礼。该活动于2011年列入全国非物质文化遗产名录，同时举办地是与陕西黄帝陵遥相呼应，“北陵南祠”之一的黄帝祠堂，它是南方黄帝祭祀中心、黄帝文化辐射中心和黄帝文化研究中心，并获“浙江省海峡两岸交流基地”，另有主题曲《轩辕颂》。
2019年时，首次举办了“及笄礼”汉文化日。

## 荣誉
2017年11月，获中国（国际）休闲发展论坛颁发的"2017年度中国十大品质休闲基地"奖。2019年12月13日，上榜浙江省首批诗路旅游目的地名单。